# You Are My Sunshine
You Are My Sunshine è un brano musicale della tradizione popolare statunitense, scritto da Jimmie Davis e Charles Mitchell, registrato per la prima volta nel 1939. 
Tra le canzoni più popolari degli Stati Uniti, il brano è stato inserito nella Grammy Hall of Fame Award, una tipologia di Grammy Award speciale assegnata ai brani che più hanno influenzato la cultura popolare. La popolare rivista Rolling Stone ha inserito il brano nella lista delle migliori 200 canzoni di musica country della storia.
La CMT, popolare emittente di musica country, ha inserito il brano nella lista delle 100 migliori canzoni country della storia.
È stata dichiarata una delle canzoni ufficiali della Louisiana per la sua associazione con Jimmie Davis, che oltre ad essere autore del brano è stato in due occasioni governatore dello Stato.

## Il brano
Il brano è stato suonato e re-interpretato molteplici volte, perdendo l'iniziale impronta country, per modellarsi e fondersi con l'identità popolare statunitense, di cui è uno dei brani più conosciuti. 
Nel 1941 è stata reinterpretata da Bing Crosby, Gene Autry, Mississippi John Hurt e Lawrence Welk. Nel 1962 una cover è stata realizzata da Ray Charles, ottenendo un buon successo nelle classifiche.
Un'altra versione di grande successo, è quella di Johnny Cash proveniente dal disco postumo Unearthed (2003). Tale versione è una delle più popolari.
Il 21 marzo 2013 la versione di Davis e Mitchell è stata depositata nella Biblioteca del Congresso degli Stati Uniti d'America perché ritenuta "culturalmente significativa". Virginia Shehee, amica di lunga data della famiglia di Davis e membro del Senato della Louisiana dal 1976 al 1980, ha introdotto una legislazione per far sì che la canzone divenisse inno di Stato ufficiale.
Nel 2024 il brano torna in auge, diventando un fenomeno virale sui social media. Il brano è associato a questo meme poiché si sono verificati una serie di cori che intonano la canzone e che sono stati rivolti, durante delle partite, al giocatore di basket LeBron James.
treccia d'oro (il pubblico ne era stato avvertito nel prologo).